# Supervulkan
En supervulkan er en fællesbetegnelse af vulkaner hvis udslyngende materiale under et enkelt vulkanudbrud overstiger 1.000 kubikkilometer. En anden benævnelse er VEI 8, det vil sige det højeste niveau på VEI-skalaen. Til sammenligning kan nævnes at rumfanget ved det største kendte udbrud i historisk tid, Tambora år 1815, kun var i størrelsesordenen 100 til 150 kubikkilometer. I en lidt "generøsere" grænsedragning for grænsen mellem supervulkanudbrud og "almindelige" udbrud regner vulkanologerne selv udbrud med styrke 7 på VEI-skalaen (rumfang mellem 100 og 1.000 kubikkilometer) som superudbrud. Tamboras udbrud er det eneste kendte i historisk tid som nåede niveau 7 på VEI-skalaen.
Til forskel fra almindelige vulkaner danner supervulkaner intet bjerg. Ved de gigantiske udbrud trænger enorme rumfang eksplosiv magma igennem jordskorpen og pumpes op i atmosfæren i form af pimpsten, aske og gas, som senere spredes over et meget stort område. Den hastige udtrængning af store mængder magma forårsager at den ovenliggende jordoverflade kollapser, hvorved et vældigt kraterlignende såkaldt caldera dannes. Nogle gange benævnes disse enorme fordybninger supercalderaer og de kan dække tusindvis af kvadratkilometer.
En anden stor forskel mellem supervulkanerne og de øvrige vulkaner er, at der i reglen går hundredetusinder år mellem hver udbrud og når calderaen dannes, kan den ses i millioner år.
Supervulkanudbrud er typisk nok til at forårsage langtidsvirkninger i vejret (som f.eks. udløse en lille istid), hvilket kan udryddelsestrue mange arter.

## Ordet supervulkans oprindelse
Termen supervulkan blev oprindeligt første gang anvendt i BBC programmet Horizon i 2000 til at referere til disse typer af udbrud. Dette program introducerede storskalaudbrud emnet til offentligheden.
Vulkanologer og geologer refererer ikke til "supervulkaner" eller "megacalderaer" i deres videnskabelige arbejde, men gør det af og til i offentlige præsentationer. Men de beskriver udbrud som er VEI 7 eller 8 som "superudbrud".
- Indtil 2003 var supervulkan ikke et vulkanologisk term. Termen megacaldera bliver nogle gange anvendt for caldera supervulkaner, såsom Blake River Megacaldera Complex i Abitibi greenstone belt i Ontario og Quebec, Canada.
- Supervulkaner er blevet set på andre planeter via Voyager-programmets rumsonder på Jupiters og Saturns måner. Men sådanne store vulkaner blev ikke opdaget før længe efter Voyager havde fortsat deres mission videre.

### Kendte superudbrud
De estimerede udsendte rumfang materiale er i parentes:
VEI 8 udbrud har sket disse steder:
- Lake Taupo, North Island, New Zealand – Oruanui eruption ~26.500 år siden (~1.170 km3)
- Tobasøen, Sumatra, Indonesien – ~75.000 år siden (~2.800 km3)
- Whakamaru, North Island, New Zealand – Whakamaru Ignimbrite/Mount Curl Tephra ~254.000 år siden (1.200-2.000 km3)[4]
- Yellowstone Caldera, Wyoming, USA – 640.000 år siden (1.000 km3)
- Island Park Caldera, Idaho/Wyoming, USA – 2,1 millioner år siden (2.500 km3)
- Kilgore Tuff, Idaho, USA – 4,5 millioner år siden (1.800 km3)
- Black Tail Creek, Idaho, USA – 6,6 million år siden (1.500 km3)
- Silver Creek sydvestlige USA - 18.8 million år siden[5]
- La Garita Caldera, Colorado, USA – kilde til det enorme udbrud af Fish Canyon Tuff ~27,8 millioner år siden (~5.000 km3)

Lake Toba udbruddet sendte Jorden ind i en vulkansk vinter og udryddede omkring 60 %
af den menneskelige befolkning (menneskene magtede at overleve, selv i omegnen af vulkanen),
og var årsagen til formationen af svovlsyre i atmosfæren.
VEI-7 vulkanudbrud der er mindre kolossale, men stadig supermassive, har også hændt. Det eneste VEI-7 udbrud i historisk tid er Tambora-udbruddet i 1815, Lake Taupo (Hatepe), omkring 180 AD.
og muligvis Baekdu Mountain, omkring 979 AD.

- Tambora, West Nusa Tenggara, Indonesien – 1815 (160 km3)
- Baekdu Mountain, Kina/Nordkorea – ~969 AD (96±19 km3)
- Lake Taupo, North Island, New Zealand – Hatepe eruption ~181 C.E. (120 km3)[12]
- Santorini, Grækenland - 1640 år f.v.t.
- Kikai Caldera, Ryukyu Islands, Japan – ~6.300 år siden (~ 4.300 BC) (150 km3)
- Mount Mazama, Oregon, USA - ~7.500 år siden
- Laacher See, Rheinland-Pfalz, Tyskland – ~12,900 år siden (~ 10,900 BC) (~300 km3)
- Campi Flegrei, Napoli, Italien[14] – ~12.000 år siden (~ 10,000 BC) (kan have været så meget som 300 km3)
- Aira Caldera, Kyūshū, Japan – ~22.000 år siden (~ 20.000 BC) (~110 km3)
- Reporoa caldera, New Zealand – 230.000 år siden (~100 km3)
- Aso, Kyūshū, Japan – fire store eksplosive udbrud mellem 300.000 til 80.000 år siden (sidste > 600 km3)
- Long Valley Caldera, California, USA – ~760.000 år siden (600 km3)
- Valles Caldera, New Mexico, USA – ~1,12 million år siden (~600 km3)
- Mangakino, North Island, New Zealand – tre udbrud fra 0,97 til 1,23 millioner år siden (hver > 300 km3)[15]
- Henry's Fork Caldera, Idaho, USA – 1,3 million år siden (280 km3)
- Walcott Tuff, Idaho, USA – 6,4 millions år siden (750 km3)
- Bennett Lake Volcanic Complex, Britisk Columbia/Yukon, Canada – ~50 millioner år siden (850 km3)
- Bruneau-Jarbidge, Idaho, USA – ~10-12 million år siden (>250 km3) (ansvarlig for Ashfall Fossil Beds ~1.600 km til øst[16])

## Supervulkaner på andre planeter
Man har nu (2015) formodning om at der har været udbrud af supervulkaner på Mars.